# Arctia abdominalis
Arctia abdominalis är en fjärilsart som beskrevs av Smith 1956. Arctia abdominalis ingår i släktet Arctia och familjen björnspinnare. Inga underarter finns listade i Catalogue of Life.